# Cessna T-50
Die Cessna T-50 (offiziell Cessna Model T-50) war ein leichtes fünfsitziges Transportflugzeug des US-amerikanischen Herstellers Cessna Aircraft Company. Aus dem zivilen Grundmodell entstanden unter anderem das militärische Schulungsflugzeug Cessna AT-17 Bobcat und das militärische Verbindungsflugzeug Cessna UC-78 Bobcat.

## Geschichte

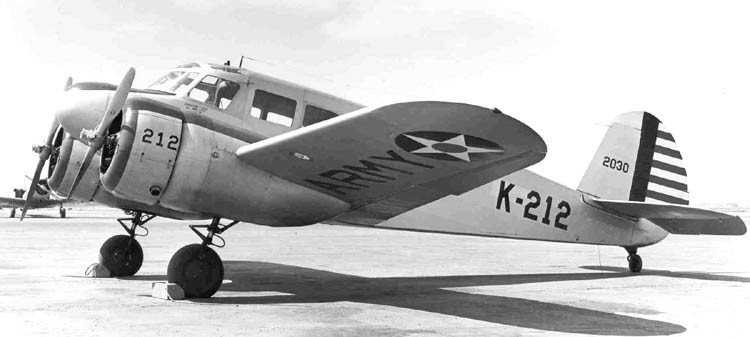
Das US Army Air Corps setzte die Cessna AT-17 als Schulungsflugzeug ein.

Das Model T-50 war der erste zweimotorige Flugzeugtyp des Herstellers Cessna und absolvierte am 26. März 1939 seinen Erstflug. Die Serienproduktion begann im selben Jahr. Zunächst wurde das Flugzeug nur als ziviles Muster gefertigt und in kleinen Stückzahlen ausgeliefert.
Im Jahr 1940 erwarb das US Army Air Corps 33 Cessna T-50, um sie als Schulungsflugzeuge zu erproben. Die Flugzeuge erhielten die militärische Bezeichnung AT-8 (Advanced Trainer). Ende 1940 erteilte die Royal Canadian Air Force (RCAF) eine Bestellung über zunächst 550 Cessna T-50, um mit ihnen Piloten im Rahmen des Commonwealth Air Training Plans von ein- auf zweimotorige Flugzeuge umzuschulen. Die kanadischen Trainingsflugzeuge erhielten den Namen Crane 1. Die Auslieferung erfolgte ab Januar 1941. Die RCAF nutzte die Crane 1 auch zur Ausbildung in Flugnavigation sowie als Verbindungsflugzeug.
Nach Ansicht des US Army Air Corps waren ihre 33 Erprobungsmaschinen des Typs AT-8 für Schulungszwecke zu stark motorisiert. Für die ab 1941 in großen Stückzahlen bestellten Schulungsflugzeuge wurden daraufhin leistungsschwächere Motoren ausgewählt, woraus die AT-17 Bobcat hervorging.
Im Jahr 1942 entschieden die United States Army Air Forces (USAAF), die Maschinen auch für leichte Transport- und Verbindungsaufgaben zu nutzen. Die Transportflugzeuge erhielten zunächst die Bezeichnung C-78, die Anfang 1943 in UC-78 Bobcat geändert wurde. Weil die US-Streitkräfte Ende 1942 keinen Bedarf an weiteren Schulungsflugzeugen hatten, wurden die noch offenen Bestellungen umgewandelt und stattdessen Transportflugzeuge der Versionen UC-78B und UC-78C ausgeliefert. Die US Navy gab 1942 eine Bestellung über weitere 67 UC-78 auf, die eine andere Ausstattung besaßen und zum Rücktransport von Überführungspiloten genutzt wurden. Diese Maschinen erhielten die Klassifizierung JRC-1.
Nach dem Weltkrieg musterten die kanadischen und US-amerikanischen Streitkräfte die meisten ihrer Flugzeuge bis 1947 aus. Viele Maschinen wurden an befreundete Luftwaffen abgegeben oder an zivile Unternehmen verkauft. Im deutschsprachigen Raum setzten die Schweizer Balair und die deutsche Südflug gebraucht erworbene Cessna UC-78 ein.

## Konstruktion

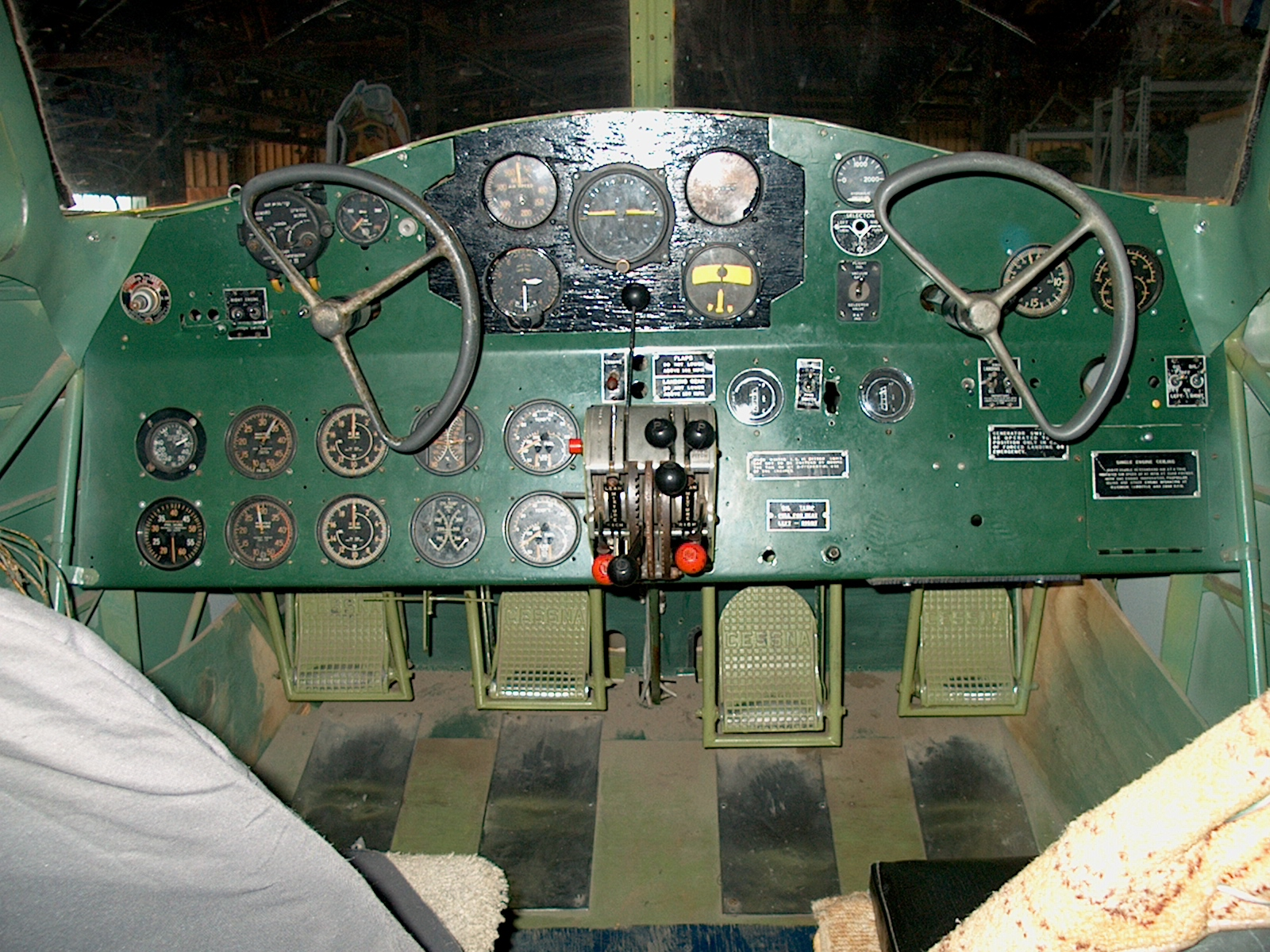
Cockpit einer Cessna Crane 1

Die Cessna T-50 war als Tiefdecker ausgelegt und wurde von zwei je 220 kW (295 PS) starken luftgekühlten Neunzylinder-Sternmotoren des Typs Lycoming R-680-9 angetrieben. Die militärischen Baureihen AT-17 und UC-78 besaßen zwei Siebenzylinder-Sternmotoren Jacobs R-755-9 mit jeweils 183 kW (245 PS).
Der Rumpf aller zivilen und militärischen Versionen bestand aus einer geschweißten Stahlrohrkonstruktion, die mit Leichtholzplatten verkleidet und mit einer abschließenden Stoffschicht überzogen wurde. Die Tragflächen und das Leitwerk besaßen eine Rahmenkonstruktion und Beplankung aus Holz. Das Fahrwerk und die Landeklappen wurden elektrisch betätigt.

## Versionen

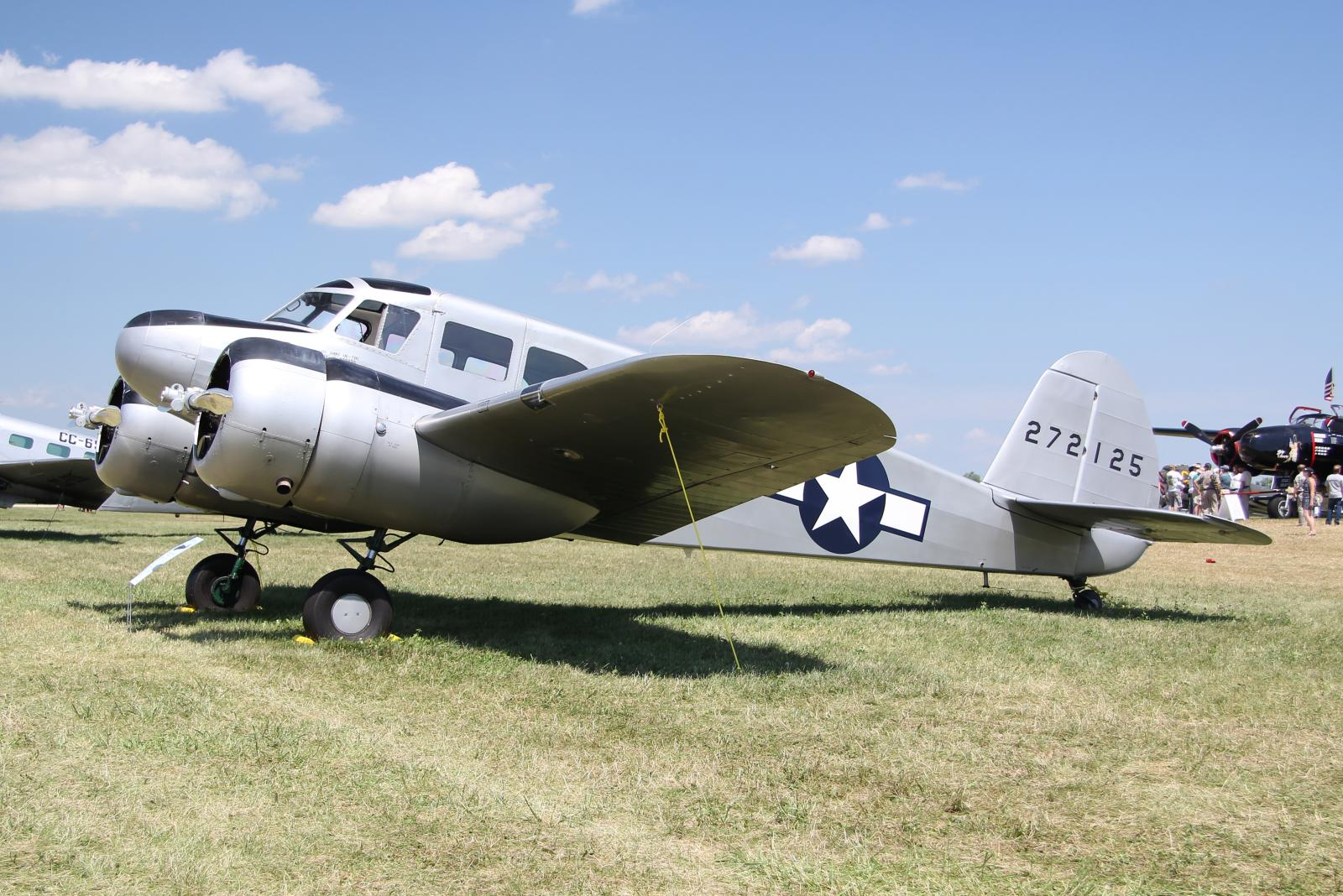
Eine Cessna UC-78C Bobcat

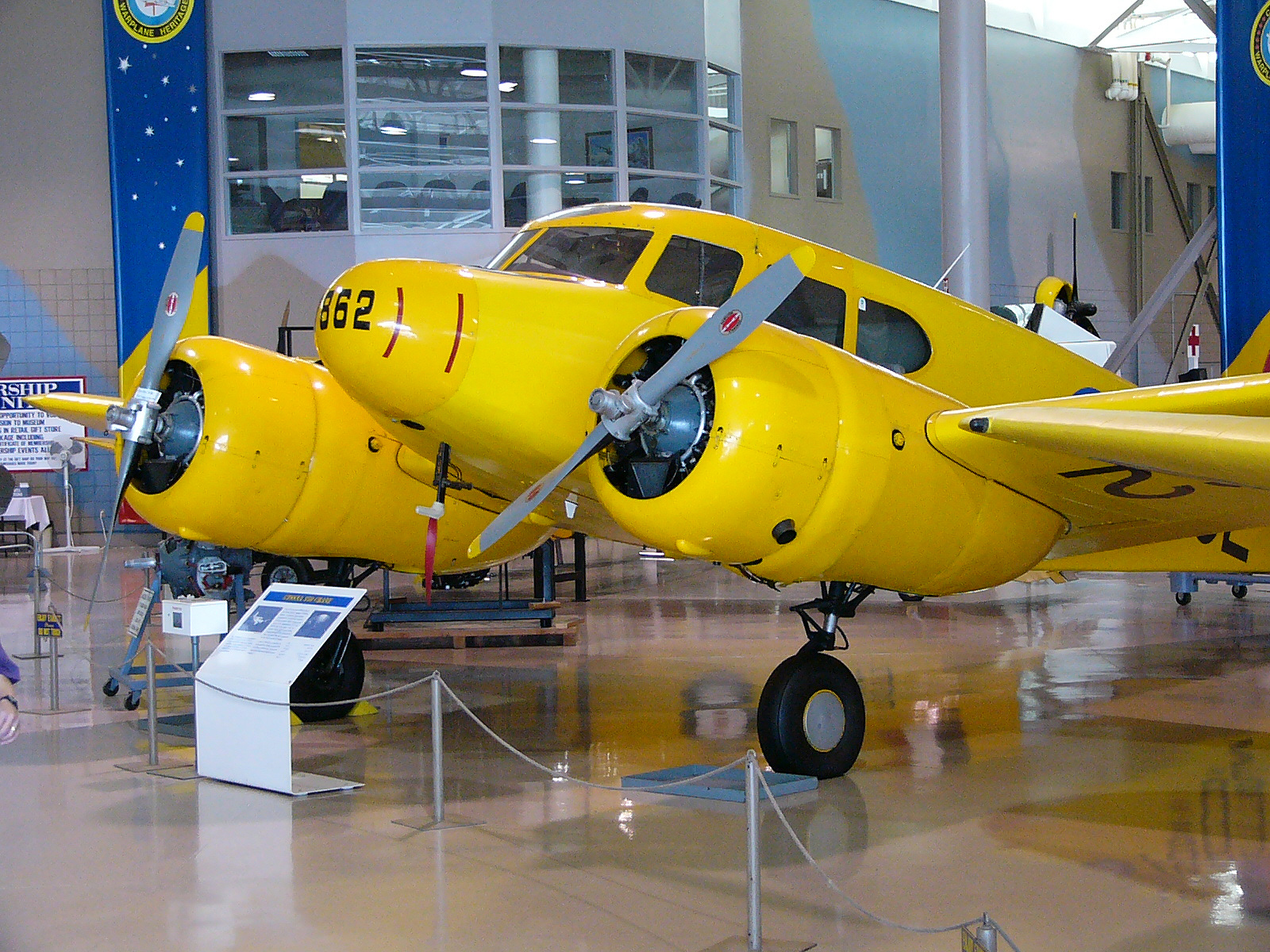
Eine Cessna Crane 1 der Royal Canadian Air Force

T-50ziviles fünfsitziges Transportflugzeug mit zwei 295 PS (220 kW) starken Triebwerken des Typs Lycoming R-680-9
AT-8militärisches Schulungsflugzeug basierend auf dem Grundmodell T-50 (33 gebaute Exemplare)
AT-17militärisches Schulungsflugzeug mit zwei 245 PS (183 kW) starken Motoren des Typs Jacobs R-755-9 (450 gebaute Exemplare)
AT-17Abasierend auf der AT-17, aber anstatt Holzpropellern mit Verstellpropellern aus Metall (223 gebaute Exemplare, davon 182 leihweise an Kanada abgegeben)
AT-17Bbasierend auf der AT-17A, aber mit veränderter Grundausstattung (466 gebaute Exemplare, teilweise als UC-78B fertiggestellt)
AT-17Cbasierend auf der AT-17A, aber mit anderen Funkgeräten ausgestattet (60 gebaute Exemplare)
AT-17Dbasierend auf der AT-17A, aber mit leicht veränderter Ausstattung (131 gebaute Exemplare, alle ausgeliefert als UC-78C).
C-78leichtes Transport- und Verbindungsflugzeug für die USAAF, das auf der AT-17 basierte (1287 gebaute Exemplare)
UC-78identisch mit der C-78, die geänderte Bezeichnung wurde ab 1943 verwendet
UC-78ABezeichnung für 17 von der USAAF übernommene zivile Cessna T-50
UC-78Bbasierend auf der AT-17B, aber mit Propellern aus Holz (1806 gebaute Exemplare)
UC-78Cbasierend auf der AT-17D, aber mit Propellern aus Holz (327 gebaute Exemplare)
JRC-1leichtes Transportflugzeug für die US Navy basierend auf der UC-78 (67 gebaute Exemplare)
Crane 1von der Royal Canadian Air Force erworbene Cessna T-50, verwendet als Schulungs- und Verbindungsflugzeuge (640 gebaute Exemplare)
Crane 1Akanadische Bezeichnung für die AT-17A, 182 Exemplare wurden leihweise von den USA an Kanada abgegeben

## Produktion für die USAAF
Abnahme der Cessna T-50 durch die USAAF:
| Version     | 1940 | 1941 | 1942  | 1943  | 1944 | SUMME |
| ----------- | ---- | ---- | ----- | ----- | ---- | ----- |
| AT-8        | 6    | 27   |       |       |      | 33    |
| Crane Mk. I |      | 569  | 71    |       |      | 640   |
| AT-17       |      | 22   | 428   |       |      | 450   |
| AT-17A      |      |      | 223   |       |      | 223   |
| AT-17B      |      |      | 466   |       |      | 466   |
| AT-17C      |      |      | 60    |       |      | 60    |
| AT-17D      |      |      |       | 131   |      | 131   |
| C-78        |      |      | 187   | 1.167 |      | 1.354 |
| UC-78B      |      |      |       | 1.531 | 275  | 1.806 |
| UC-78C      |      |      |       |       | 196  | 196   |
| SUMME       | 6    | 618  | 1.435 | 2.829 | 471  | 5.359 |

## Technische Daten der UC-78

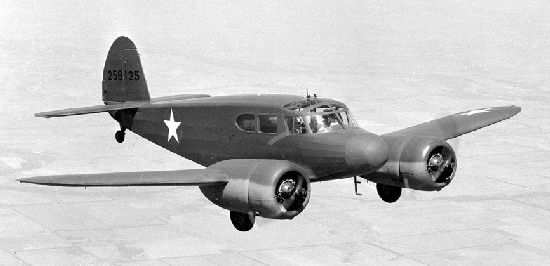
Cessna UC-78 Bobcat der USAAF

| Kenngröße             | Daten                                  |
| --------------------- | -------------------------------------- |
| Besatzung             | 1                                      |
| Passagiere            | 4                                      |
| Länge                 | 9,98 m                                 |
| Spannweite            | 12,78 m                                |
| Höhe                  | 3,02 m                                 |
| Flügelfläche          | 27,41 m²                               |
| Flügelstreckung       | 6,0                                    |
| Leermasse             | 1588 kg                                |
| max. Startmasse       | 2585 kg                                |
| Reisegeschwindigkeit  | 282 km/h                               |
| Höchstgeschwindigkeit | 314 km/h                               |
| Dienstgipfelhöhe      | 6705 m                                 |
| Reichweite            | 1207 km                                |
| Triebwerke            | 2 × Jacobs R-755-9, je 183 kW (245 PS) |